# Le assaggiatrici (film)
Le assaggiatrici è un film del 2025 diretto da Silvio Soldini e tratto dall'omonimo romanzo di Rosella Postorino, a sua volta ispirato alla vera storia di Margot Wölk, che alla fine della sua vita ha confessato di essere stata da giovane un'assaggiatrice di Hitler.

## Trama
Autunno 1943. Una mattina la giovane Rosa Sauer - il cui marito è al fronte ed è fuggita da Berlino colpita dai bombardamenti per raggiungere la casa dei suoceri nel villaggio prussiano orientale Gross-Partsch - viene portata nel quartier generale nazista Tana del Lupo, dove è costretta assieme ad altre donne a mangiare i pasti destinati al Führer: ogni giorno, per due volte (pranzo e cena), è obbligata a sfiorare la morte per accertarsi che quel cibo non sia avvelenato.
In questo clima di coercizione, e divise tra la paura di morire e la fame che le divora, le “assaggiatrici” stringeranno tra loro alleanze, amicizie e patti segreti, senza smettere di sperare.

## Produzione
Diretto da Silvio Soldini e scritto dallo stesso con Doriana Leondeff, Lucio Ricca, Cristina Comencini, Giulia Calenda, Ilaria Macchia, esso è tratto dall'omonimo romanzo di Rosella Postorino. Il film è stato prodotto da Sky Italia, con Lumière & Co., Anteo, Tarantula e Tellfilm.
Le riprese del film si sono svolte dal 17 maggio 2024 in Italia nella provincia autonoma di Bolzano, oltre che Belgio e Svizzera.

## Promozione
Il trailer è stato pubblicato online il 10 febbraio 2025.

## Distribuzione
Il film è stato presentato in anteprima al Bari International Film Festival del 2025, e distribuito nelle sale cinematografiche italiane dal 27 marzo 2025.

## Accoglienza

### Incassi
Il film ha incassato 3232731 €.

### Critica
Il film ha ottenuto recensioni generalmente favorevoli da parte della critica cinematografica.
Manuela Santacatterina di Movieplayer.it descrive Le assaggiatrici «un film dal respiro internazionale» in cui «l'attenta ricostruzione di scenografie, trucco e costumi trova eco nell'ottimo casting», apprezzando le scelte della regia di muovere le riprese in «spazi circoscritti» e «sui dettagli, le piccole storie personali, i particolari a margine del conflitto. Ricostruisce un mondo femminile vittima del conflitto dove convivono la solidarietà e il tradimento». Anche Carola Proto di Comingsoon.it sottolinea come «l’organizzazione dello spazio filmico è perfetta», soffermandosi sui personaggi femminili «ripresi in gruppo, sembrano premere sui bordi dell’inquadratura» ma che nel corso del film «ognuna acquista tratti distintivi ben precisi, chiamando all’identificazione e portandoci a riflettere sulle dinamiche oppressive passate e attuali, su dolorosi corsi e ricorsi storici».
In una recensione meno entusiasta Simone Emiliani di Sentieri selvaggi, sebbene apprezzi lo stile del lungometraggio «estremamente rigoroso», trovandovi una «dimensione pittorica» richiamante le raffigurazioni de l'Ultima Cena, riscontra criticità nella sceneggiatura e narrazione dei fatti, trovando che il regista «faccia fatica a impossessarsi della storia» mostrando «un certo disagio nell’affrontare le forme del melodramma» nei rapporti tra i personaggi come «nella presenza opprimente ma anche fantasmatica del Fuhrer».

## Riconoscimenti
- 2025 – Globo d'oro[18]
  - Candidatura al miglior film
  - Candidatura al miglior regista a Silvio Soldini
  - Candidatura alla miglior sceneggiatura a Doriana Leondeff, Silvio Soldini, Cristina Comencini, Giulia Calenda, Ilaria Macchia, Lucio Ricca